# Cytochrome b

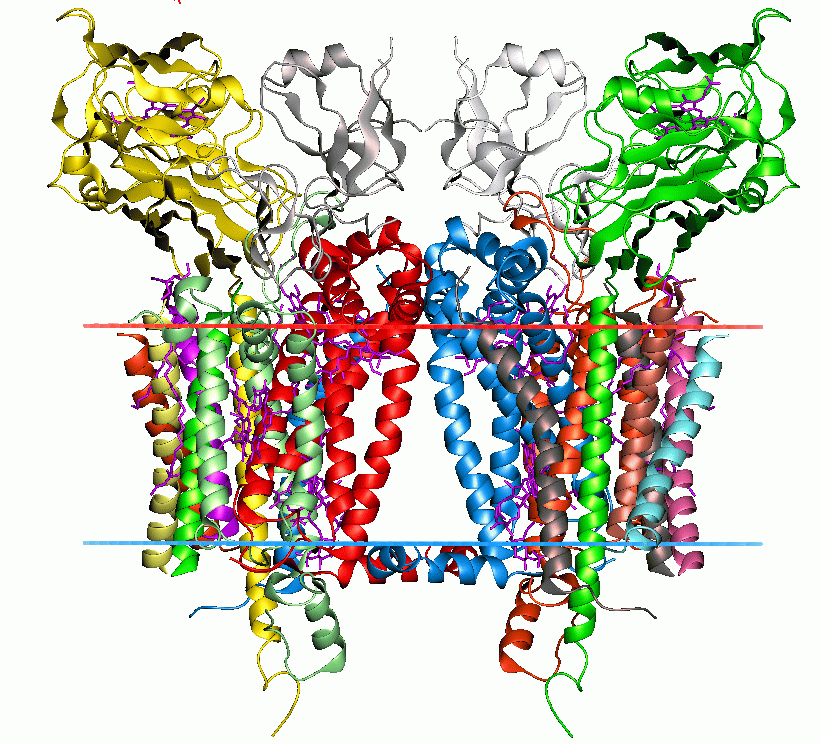
Représentation du cytochrome b_{6}f de Chlamydomonas reinhardtii, contenant un cytochrome b, et montrant les limites de la bicouche lipidique de la membrane du thylakoïde en rouge avec le lumen du thylakoïde et en bleu avec le stroma du chloroplaste.

Le cytochrome b est une protéine présente notamment dans la membrane des mitochondries chez les eucaryotes ainsi que des thylacoïdes chez les plantes. C'est la principale sous-unité protéique à la fois du complexe III (cytochrome bc1) de la chaîne respiratoire mitochondriale et du cytochrome b6f de la photosynthèse dans les chloroplastes et chez les cyanobactéries,. Il joue à ce titre un rôle essentiel dans le métabolisme énergétique des cellules.
Il s'agit d'une protéine membranaire intégrale constituée d'environ 400 résidus d'acides aminés et probablement huit segments transmembranaires. Chez les cyanobactéries et chez les plantes, le cytochrome b6 est formé de deux sous-unités encodées par les gènes petB et petD. Le cytochrome b/b6 se lie de manière non covalente à deux groupes héminiques désignés par b562 et b566. On pense que quatre résidus d'histidine conservés interviennent comme ligands des cations de fer de ces deux groupes héminiques.